# Driulis González
Driulis González Morales (Guantánamo, 21 de setembro de 1973) é uma ex-judoca de cuba, campeã olímpica, três vezes campeã mundial e três vezes campeã dos Jogos Pan-Americanos. A atleta aposentou-se no final de 2010.